# Ali Filibeli
Ali Filibeli (* 1. Juli 1945 in Plowdiw, Bulgarien; † 18. Juli 2011 in Istanbul) war ein türkischer Fußballtorhüter und -funktionär. Er wurde mit Fenerbahçe Istanbul assoziiert und war auch Vereinsfunktionär dieses Klubs. 

## Spielerkarriere

### Verein
Filibeli kam als Sohn von Rumelien-Türken im bulgarischen Plowdiw auf die Welt. Bereits im Kindesalter zog er mit seinen Eltern in die türkische Metropole Istanbul. Seine Vereinsfußballkarriere startete er in der Nachwuchsabteilung von Karagümrük SK.
Zur Erstligaspielzeit 1961/62 wurde er bei Karagümrük SK in den Kader der ersten Mannschaft aufgenommen und sollte zusammen mit Sümer Yüzer den zum Ende der Vorsaison abgewanderten Stammtorhüter Tamer Kaptan ersetzen. Filibeli gab am 17. September 1961 in der Partie gegen Beşiktaş Istanbul sein Profidebüt. Im weiteren Saisonverlauf setzte er sich schnell gegen den Yüzer durch und wurde Stammtorhüter.
Durch seine Leistungen wurden mehrere andere Vereine auf Filibeli aufmerksam. So verpflichtete Fenerbahçe Istanbul Filibeli zum Sommer 1962. Bei Fenerbahçe gelang es Filibeli nicht sich über längere Zeit als Stammtorhüter durchzusetzen. In vier Jahren blieb er hinter Hazım Cantez zweiter Torhüter. In den Spielzeiten 1963/64 und 1964/65 wurde Filibeli mit seiner Mannschaft Türkischer Meister.
Im November 1966/67 wurde Filibeli innerhalb der 1. Lig an den Aufsteiger Eskişehirspor ausgeliehen. Bei diesem Klub konkurrierte er mit Hakkı Aygün und Yusuf Şimşek um den Posten des Stammtorhüters. Während Filibeli sich gegenüber Şimşek behaupten konnte, gelang es ihm nicht sich gegen Aygün auch durchzusetzen.
Zum Saisonende kehrte er zu Fenerbahçe zurück und war hinter Yavuz Şimşek und Hazım Cantez 3. Torhüter. Ab dem Sommer 1968 versuchte Fenerbahçe mehrmals sich von Filibeli zu trennen, was aber zunächst nicht gelang.
Zur Saison 1969/70 verließ er schließlich Fenerbahçe und heuerte beim Liga- und Stadtrivalen Vefa Istanbul an. Für diesen Verein spielte Filibeli nur eine Spielzeit und verhandelte für die kommende mit Samsunspor, Trabzonspor, Boluspor, Beşiktaş Istanbul und Galatasaray Istanbul. Für die anstehende Saison einigte er sich schließlich mit Galata SK. Während seiner Tätigkeit für diesen Verein erhielt er im Januar 1971 vom türkischen Fußballverband eine Spielsperre von 105 Tagen.

### Nationalmannschaft
Filibeli spielte 1964 insgesamt drei Mal für die Türkische U-21-Nationalmannschaft.

## Spielerkarriere
Nach seiner Spielerkarriere wurde Filibeli Vereinsfunktionär bei Fenerbahçe Istanbul und war bis zu seinem Tod Vorstandsmitglied des Vereins.

## Tod
Ali Filibeli verstarb am 18. Juli 2011 in Istanbul. Er wurde am 19. Juli 2011 nach dem in der Karacaahmet Şakirin Moschee durchgeführten Mittagsgebet auf dem Istanbuler Karacaahmet Friedhof beigesetzt.

## Trivia
- Filibelis Nachname leitet sich von seiner Herkunft ab. Er wurde im bulgarischen Plowdiw geboren, dessen türkischer Name ist Filibe. Filibeli bedeutet sinngemäß übersetzt Der Filibeer oder aus Filibe stammend.

## Erfolge
Mit Fenerbahçe Istanbul
- Türkischer Meister: Spielzeiten 1963/64, 1964/65, 1967/68
- Türkischer Pokalsieger: 1967/68